# Liste der Officers des Order of Canada/R
Diese Liste gibt einen Überblick aller Personen, die mit der Auszeichnung Officer of the Order of Canada ausgezeichnet wurden.

## R
1. Jack Rabinovitch (2009)
2. Royden Rabinowitch
3. Thomas H. Raddall
4. Donald William Rae
5. Robert Keith Rae
6. Nina Raginsky
7. Glenn Rainbird
8. Vithal Rajan
9. Ali H. Rajput
10. Bruce Rankin
11. Veena Rawat (2014)
12. Bruce S. Rawson
13. André Raynauld
14. Horace E. Read
15. John Erskine Read
16. James Reaney
17. G. Dale Rediker
18. Ernie Regehr
19. Kate Reid
20. Nancy Margaret Reid
21. William Adrian Patrick L. Reid
22. C. Neil Reimer
23. Heather Maxine Reisman
24. Sol Simon Reisman
25. Ivan Reitman (2009)
26. André Renaud
27. Ginette Reno
28. Harold A. Renouf
29. Grant L. Reuber
30. Alma V. Ricard
31. Keren Rice (2013)
32. John D. Richard (2012)
33. Carol Lillian Richards (2009)
34. Hartley T. Richardson (2013)
35. Miles Richardson
36. Nancy Riche
37. William E. Ricker
38. Clay Riddell
39. William A. Riddell
40. Laure E. Rièse
41. Édouard Rinfret
42. John R. Riordan
43. Bernard Riordon
44. John C. Risley
45. Cedric E. Ritchie
46. Chris Ritchie
47. Paul-André Rivard
48. Alphonse Riverin
49. Roderick George Robbie
50. Catherine Robbin (2011)
51. J. J. Michel Robert (2013)
52. John Peter Lee Roberts
53. W. Goodridge Roberts
54. Brian Robertson
55. Lloyd Robertson
56. Owen C. S. Robertson
57. Robbie Robertson
58. Hédard Robichaud
59. H. Basil Robinson
60. Roderick A. Robinson
61. Viola Robinson (2011)
62. Louis Robitaille
63. Douglas James Roche
64. Cheryl Rockman-Greenberg
65. Ginette Lemire Rodger
66. Edward S. Rogers
67. Harold Allin Rogers
68. Robert Gordon Rogers
69. Shelagh Rogers (2010)
70. Richard H. Rohmer
71. Lucien G. Rolland
72. Stephen B. Roman
73. Roy J. Romanow
74. Ronald Rompkey
75. Allan Ross Ronald
76. Noralou Roos
77. Ernest Frederick Roots
78. Cecil H. Rorabeck (2012)
79. George J. Rosengarten
80. Alexander Ross
81. Donald Ross (2012)
82. John D. Ross (2012)
83. John Munro Ross
84. Malcolm M. Ross
85. Murray G. Ross
86. Phyllis Ross
87. Michelle Rossignol
88. Joseph L. Rotman
89. Joseph A. Rouleau (2010)
90. Jacques Rousseau
91. Mariette Rousseau-Vermette
92. R. Kerry Rowe
93. Harry Rowsell
94. Claude C. Roy
95. David J. Roy
96. Louise Roy (2012)
97. Marion V. Royce
98. Raymond Royer
99. François Rozet
100. Theodore Rozsa
101. Abraham Anghik Ruben
102. Michael Rudnicki (2013)
103. Jaroslav Bohdan Rudnyckyj
104. Alexander McInnes Runciman
105. Frederick W. Russell
106. Peter Howard Russell
107. Ian E. Rusted
108. James Thomas Rutka (2015)
109. Nathaniel Westlund Rutter